# Sturzkampfgeschwader 2
2-га ескадра пікіруючих бомбардувальників «Іммельманн» (нім. Sturzkampfgeschwader 2 "Immelmann", (StG 2) — ескадра пікіруючих бомбардувальників Люфтваффе за часів Другої світової війни. 18 жовтня 1943 переформована на 2-гу штурмову ескадру «Іммельман».

## Історія
2-га ескадра пікіруючих бомбардувальників «Іммельманн» була сформована 1 травня 1939 року з декількох окремих ескадрилей пікіруючих бомбардувальників, скорочено StG2 «Іммельман», яка отримала назву на честь аса Першої світової війни Макса Іммельманна. 1-ша група (I./StG2) розгорталася в Котбусі, 2-га група (II./StG2) в Штольп-Рейті та 3-тя група (III./StG2) в Бад-Лангензальца.

### Райони бойових дій та дислокації 2-ї ескадри
- Німеччина (травень — вересень 1939)
- Польща (вересень 1939)
- Німеччина (вересень 1939 — травень 1940)
- Велика Британія, Франція (травень 1940 — січень 1941)
- Німеччина (січень — лютий 1941)
- Румунія (лютий — березень 1941)
- Югославія, Греція (березень — червень 1941)
- Польща (червень — липень 1941)
- Східний фронт (центральний напрямок) (червень 1941 — травень 1942)
- Австрія (травень — червень 1942)
- Східний фронт (південний напрямок) (червень 1942 — жовтень 1943)

### Основні райони базування штабу 2-ї ескадри пікіруючих бомбардувальників «Іммельманн»[1]
| Час                            | Місто               | Основний літак |
| ------------------------------ | ------------------- | -------------- |
| 15 жовтня 1939 — 9 травня 1940 | Кельн-Остгейм       | Ju 87B         |
| 9 травня 1940 — липень 1940    | Больє-сюр-Лейон     | Ju 87B         |
| липень 1940 — січень 1941      | Сен-Мало            | Ju 87B         |
| січень 1941 — 10 лютого 1941   | Кітцинген           | Ju 87B         |
| 10 лютого — 6 березня 1941     | Отопень             | Ju 87B         |
| 6 березня — 27 березня 1941    | Криниця             | Ju 87B         |
| 27 березня — квітень 1941      | Белиця-Північна     | Ju 87B         |
| квітень — травень 1941         | Лариса/Аргос/Мегара | Ju 87B         |
| травень — 2 червня 1941        | Молаой              | Ju 87B         |
| 2 червня — червень 1941        | Котбус              | Ju 87B         |
| червень — липень 1941          | Пшасниш             | Ju 87B         |
| липень — 29 серпня 1941        | Лепель/Яновичі      | Ju 87B         |
| 29 серпня 1941 — жовтень 1941  | Турково             | Ju 87B         |
| жовтень — листопад 1941        | Кулишівка           | Ju 87B         |
| листопад — грудень 1941        | Горшково            | Ju 87B         |
| грудень 1941 — лютий 1942      | Дугіно              | Ju 87B         |
| лютий — травень 1942           | Вязьма              | Ju 87B         |
| травень — 22 червня 1942       | Грац                | Ju 87B/D       |
| 22 червня — 20 липня 1942      | Охтирка             | Ju 87D         |
| 20 — 29 липня 1942             | Тацинська           | Ju 87D         |
| 29 липня — жовтень 1942        | Обливський          | Ju 87D         |
| жовтень — 13 жовтня 1942       | Сталіно             | Ju 87D         |
| 13 жовтня — 23 листопада 1942  | Карпівка            | Ju 87D         |
| 23 листопада — грудень 1942    | Морозовськ          | Ju 87D         |
| грудень 1942 — 3 січня 1943    | Макіївка            | Ju 87D         |
| 3 січня — лютий 1943           | Миколаїв            | Ju 87D         |
| лютий — квітень 1943           | Сталіно             | Ju 87D         |
| квітень — 1 травня 1943        | Керч                | Ju 87D         |
| 1 травня — липень 1943         | Харків              | Ju 87D         |
| липень — 31 липня 1943         | Орел                | Ju 87D         |
| 31 липня — вересень 1943       | Карачев             | Ju 87D         |
| вересень — жовтень 1943        | Первомайський       | Ju 87D         |

## Командування

### Командири
- Оберстлейтенант Оскар Дінорт (нім. Oskar Dinort) (15 жовтня 1939 — 16 жовтня 1941);
- Оберстлейтенант Пауль-Вернер Гоццель (нім. Paul-Werner Hozzel) (16 жовтня 1941 — 13 лютого 1943);
- Оберст, доктор Ернст Купфер (нім. Ernst Kupfer) (13 лютого — 9 вересня 1943);
- Оберстлейтенант Ганс-Карл Штепп (нім. Hans-Karl Stepp) (9 вересня — 18 жовтня 1943).

## Бойовий склад 2-ї ескадри пікіруючих бомбардувальників «Іммельман»
- штаб (Stab/StG2)
- 1-ша група (I./StG2)
- 2-га група (II./StG2)
- 3-тя група (III./StG2)
- Запасна група StG2 (Erg./St.G.2)[2]
- Протитанкова ескадрилья (10.(Pz)/StG2)[3]